# Jeri Taylor
Jeri Taylor (Evansville, 30 giugno 1938 – Davis, 24 ottobre 2024) è stata una sceneggiatrice, produttrice televisiva e regista televisiva statunitense.
Divenne nota per il suo contributo alle serie televisive di Star Trek.

## Biografia

### Formazione
Si laureò in lingua e letteratura inglese all'Università dell'Indiana a Bloomington, dove fu anche membro della confraternita Kappa Alpha Theta. Ricevette il Master in lingua inglese dalla Università statale della California di Northridge nel 1966.

### Sceneggiatura inStar Trek
Prima di Star Trek, Jeri aveva scritto copioni per diverse serie televisive come La casa nella prateria e L'incredibile Hulk; in seguito partecipò alla produzione e alla regia dei telefilm Quincy e Due come noi. Fu raccomandata ai produttori di Star Trek: The Next Generation da Lee Sheldon, con il quale aveva lavorato in Quincy.
Si unì allo staff di The Next Generation all'inizio della quarta stagione come supervisore di produzione e co-autore del secondo episodio andato in produzione, Improvvisamente umano. Dopo due anni divenne co-produttrice esecutiva con Rick Berman e Michael Piller e fu produttrice esecutiva/showrunner della settima ed ultima stagione di The Next Generation. In quel periodo ricevette riconoscimenti in numerosi episodi, incluso l'ultimo episodio di Wil Wheaton come parte del cast principale, L'ultima missione; l'episodio che introdusse la specie dei Cardassiani, che in seguito sarà una delle specie protagoniste della serie televisiva Star Trek: Deep Space Nine, Un uomo ferito; e la prima parte dell'episodio con l'Ambasciatore Spock, interpretato da Leonard Nimoy, Il segreto di Spock.
Durante gli ultimi anni di produzione di The Next Generation, lavorò con Rick Berman e Michael Piller allo sviluppo della quarta serie di Star Trek, Voyager. Quando terminò la produzione di The Next Generation si trasferì nello staff di produzione di Voyager come produttrice esecutiva con Rick Berman, ruolo che ricoprì nelle prime quattro stagioni.  All'inizio della terza stagione, quando Piller assunse il ruolo riduttivo di consulente creativo, Jeri Taylor divenne capo dello staff di sceneggiatura (showrunner) e rimase in quel ruolo fino al termine della quarta stagione, quando si ritirò passando il controllo dello staff a Brannon Braga.
Nel corso degli anni passati in The Next Generation e Voyager,  scrisse tre libri su Star Trek per la Pocket Books: una trasposizione letteraria de Il segreto di Spock, che compose nello stesso periodo in cui stava scrivendo la prima parte dell'episodio, e due romanzi su Voyager che hanno ampliato la conoscenza dei personaggi che aveva aiutato a creare per la serie. In Pathways, per esempio, sono narrate una serie di brevi storie su diversi personaggi, descrivendone la vita e le esperienze fino al momento in cui si ritrovarono nell'equipaggio della Voyager.

### Morte
Jeri Taylor è morta nel 2024. Trascorse l'ultimo periodo della sua vita in una residenza sanitaria assistenziale.

## Filmografia

### Produttrice
- Quincy (Quincy M.E.) – serie TV, 24 episodi (1982-1983)
- Tuono blu (Blue Thunder) – serie TV, 11 episodi (1984)
- A Place to Call Home, regia di Russ Mayberry - film TV (1987)
- Magnum, P.I. – serie TV, 13 episodi (1987-1988)
- L'ispettore Tibbs (In the Heat of the Night) – serie TV, 22 episodi (1988-1989)
- Due come noi (Jake and the Fatman) – serie TV, 26 episodi (1989-1990)
- Star Trek: The Next Generation – serie TV, 101 episodi (1990-1994)
- Star Trek: Voyager – serie TV, 93 episodi (1995-1998)

### Sceneggiatrice
- The Secret Empire – serie TV, episodi 1x7 (1979)
- California Fever – serie TV, episodi 1x6 (1979)
- Pattuglia recupero (Salvage 1) – serie TV, episodi 2x3-2x5 (1979)
- Please Don't Hit Me, Mom, regia di Gwen Arner – film TV (1981)
- La casa nella prateria (Little House on the Prairie) – serie TV, episodi 8x6-8x10 (1981)
- L'incredibile Hulk (The Incredible Hulk) – serie TV, episodi 5x6 (1982)
- ABC Afterschool Specials – serie TV, episodi 11x4-11x7 (1983)
- Quincy (Quincy M.E.) – serie TV, 15 episodi (1980-1983)
- Tuono blu (Blue Thunder) – serie TV, episodi 1x1 (1984)
- A Place to Call Home, regia di Russ Mayberry - film TV (1987)
- Magnum, P.I. – serie TV, episodi 8x6-8x8-8x9 (1987-1988)
- L'ispettore Tibbs (In the Heat of the Night) – serie TV, episodi 2x1-2x2-2x4 (1988)
- Due come noi (Jake and the Fatman) – serie TV, episodi 3x4-3x7-3x11 (1989)
- Le inchieste di padre Dowling (Father Dowling Mysteries) – serie TV, episodi 3x2 (1990)
- Star Trek: The Next Generation – serie TV, 13 episodi (1990-1994)
- Star Trek: Deep Space Nine – serie TV, episodi 2x1-2x20-2x21 (1993-1994)
- Star Trek: Voyager – serie TV, 168 episodi (1995-2001)

### Regista
- Quincy (Quincy M.E.) – serie TV, episodi 7x24-8x18 (1982-1983)